# Eye black

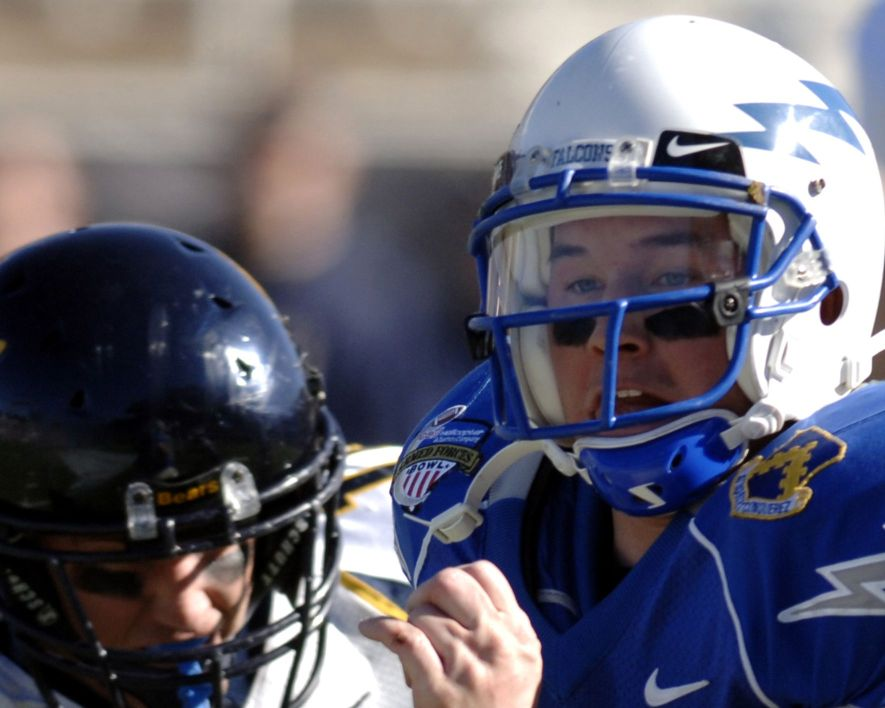
Joueurs de football américain portant du eye black.

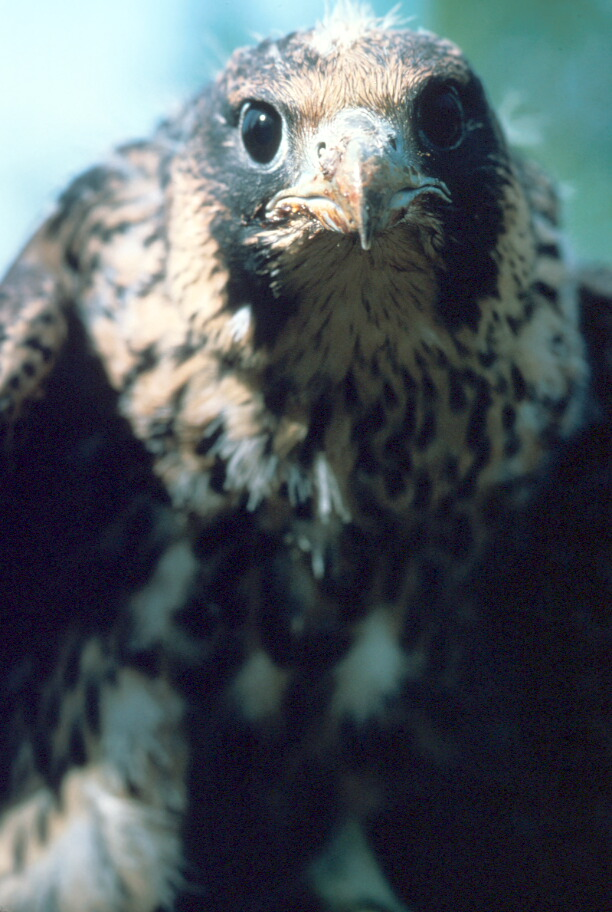
Les moustaches noires retombantes sous les yeux des faucons, un modèle de bio-inspiration pour leye black ?

L'eye black (litt. « noir d'œil ») est une graisse noire appliquée sous les yeux pour réduire l'éblouissement. Il est souvent utilisé au football américain, au baseball et à la crosse, où les lumières du soleil ou du stade peuvent altérer la vision d'un ballon en l'air.
Cette graisse est traditionnellement composée de cire d'abeille, de paraffine, et de carbone. L'eye black original aurait également été fabriqué à partir de cendres de liège brûlé. L'un des premiers cas connus d'un joueur portant de l'eye black est la légende du baseball Babe Ruth dans les années 1930. Selon Paul Lukas d'ESPN.com, l'utilisation de l'eye black a été popularisée par le joueur de football américain Farkas Andy. 
Une étude menée en 2003 par Brian DeBroff et Patricia Pahk a cherché à évaluer si la graisse eye black a effectivement des propriétés antireflets. Les sujets de l'étude ont été divisés en trois groupes : les porteurs d'eye black, les porteurs d'anti-éblouissants autocollants (bandes adhésives), et les porteurs de vaseline. La vision des sujets a été testée en lumière naturelle. L'étude a conclu que l'eye black réduit l'éblouissement du soleil et améliore le contraste de sensibilité, tandis que les autocollants anti-éblouissement et la vaseline sont  inefficaces.
La méthodologie DeBroff a été améliorée par une autre étude, qui a également constaté que le Eye black avait pour propriété de réduire l'éblouissement causé par le soleil, mais qu'il était moins efficace pour les yeux bleus.
Certains athlètes, en particulier au niveau universitaire, ont un temps placé des messages courts sur leur eye black. C'est ainsi que Tim Tebow inscrivait sur ces derniers des références de versets de la Bible. Cependant, la pratique a été interdite le 14 avril 2010, lorsque la National Collegiate Athletic Association (NCAA) a approuvé une proposition stipulant que « les joueurs ne sont pas autorisés à avoir des symboles ou des messages sur leur eye black à partir de la saison 2010. »